# Lambermont (gebouw)

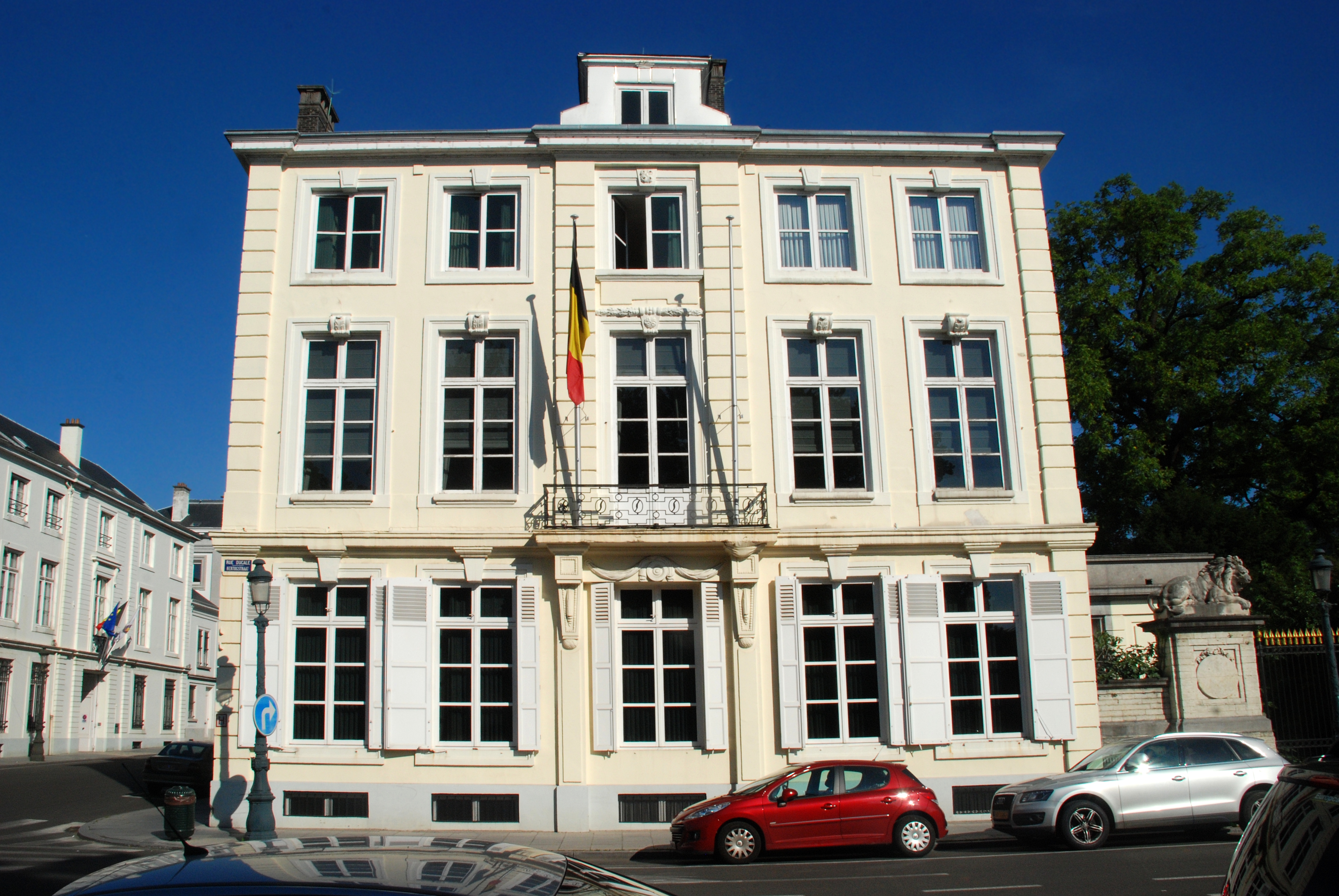
De gevel van het het gebouw aan de Hertogsstraat

Lambermont wordt dikwijls gebruikt als aanduiding van de ambtswoning van de eerste minister in België, vergelijkbaar met het Catshuis in Den Haag en 10 Downing Street in Londen.
Het is gelegen aan de hoek van de Lambermontstraat en de Hertogsstraat te Brussel, op een hoekje van het park waarin het Academiënpaleis ligt, niet ver van het Koninklijk Paleis en het Paleis der Natie.
Deze ambtswoning is niet te verwarren met de Wetstraat 16, waar het Kabinet van de Eerste Minister is gevestigd.
Het gebouw is genoemd naar baron Auguste Lambermont (1819-1905), de secretaris-generaal van het Ministerie van Buitenlandse Zaken die een belangrijke rol speelde bij de afkoop van de Scheldetol van Nederland in 1863 en in 1885 een belangrijk aandeel had in de verwerving van Kongo-Vrijstaat door koning Leopold II.
Het gebouw gaf ook zijn naam aan het Lambermontakkoord, de staatshervorming van 2001.